# Palaquium gigantifolium
Palaquium gigantifolium är en tvåhjärtbladig växtart som beskrevs av Elmer Drew Merrill. Palaquium gigantifolium ingår i släktet Palaquium och familjen Sapotaceae.
Artens utbredningsområde är Filippinerna. Inga underarter finns listade i Catalogue of Life.